# 500 miles d'Indianapolis 2011
Les 500 miles d'Indianapolis 2011 se sont déroulés le dimanche 29 mai 2011 sur l'Indianapolis Motor Speedway. Il s'agissait du 100e anniversaire de la course, la première édition ayant eu lieu en 1911. L'édition fut marquée par la malchance du débutant J. R. Hildebrand, qui, menant alors la course, alla taper le mur dans le dernier virage, à la suite d'un bris de suspension arrière droit et laissa échapper la victoire au profit de Dan Wheldon (déjà vainqueur en 2005).

## Grille de départ

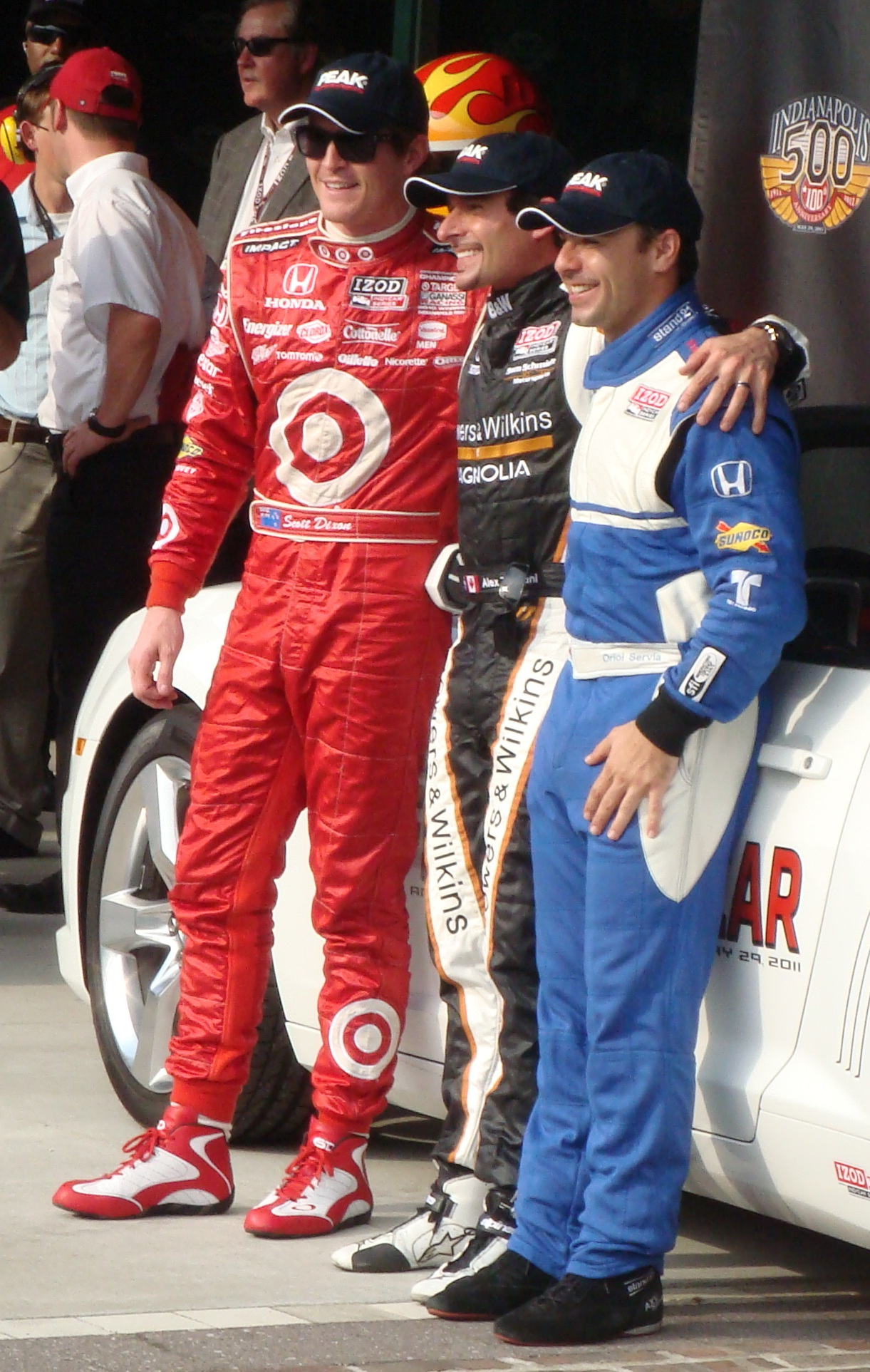
Première ligne de la grille de départ (de gauche à droite) : Scott Dixon, Alex Tagliani et Oriol Servià

Alex Tagliani a réalisé la pole avec une moyenne de (366,081 km/h), il devient le premier Canadien à réussir cette performance.
| Ligne | Intérieur         | Milieu              | Extérieur        |
| 1     | Alex Tagliani     | Scott Dixon         | Oriol Servià     |
| 2     | Townsend Bell     | Will Power          | Dan Wheldon      |
| 3     | Buddy Rice        | Ed Carpenter        | Dario Franchitti |
| 4     | Takuma Satō       | Vitor Meira         | J. R. Hildebrand |
| 5     | James Hinchcliffe | Bertrand Baguette   | Davey Hamilton   |
| 6     | Hélio Castroneves | John Andretti       | Ernesto Viso     |
| 7     | Justin Wilson     | Jay Howard          | Tomas Scheckter  |
| 8     | Tony Kanaan       | Simona de Silvestro | Paul Tracy       |
| 9     | Danica Patrick    | Ryan Briscoe        | Marco Andretti   |
| 10    | Charlie Kimball   | Graham Rahal        | Alex Lloyd       |
| 11    | Pippa Mann        | Ana Beatriz         | Ryan Hunter-Reay |

## Classement final
Dan Wheldon remporte l'épreuve pour la deuxième fois, après sa victoire aux 500 miles d'Indianapolis 2005.

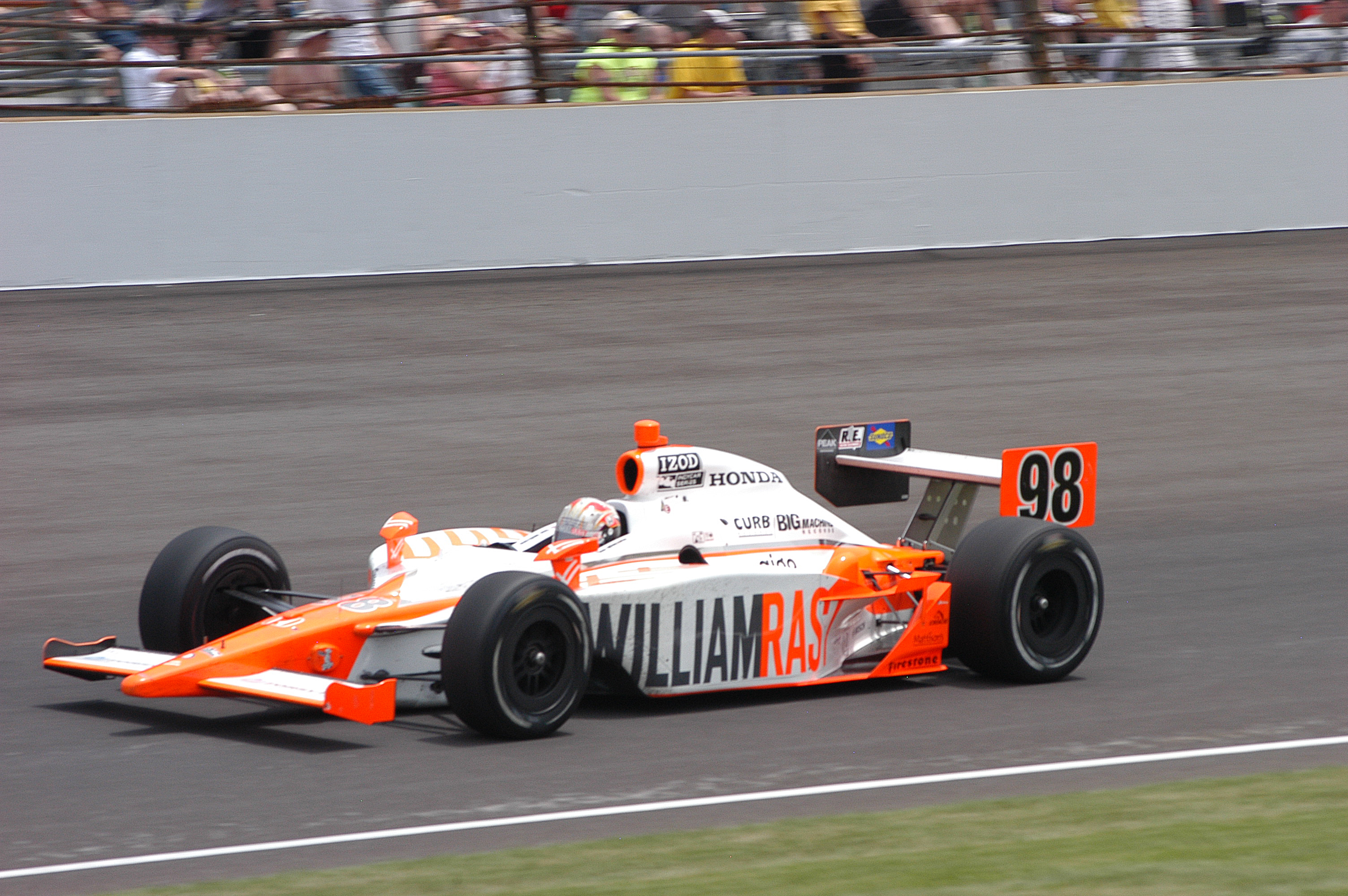
Dan Wheldon gagne ses seconds 500 miles d'Indianapolis.
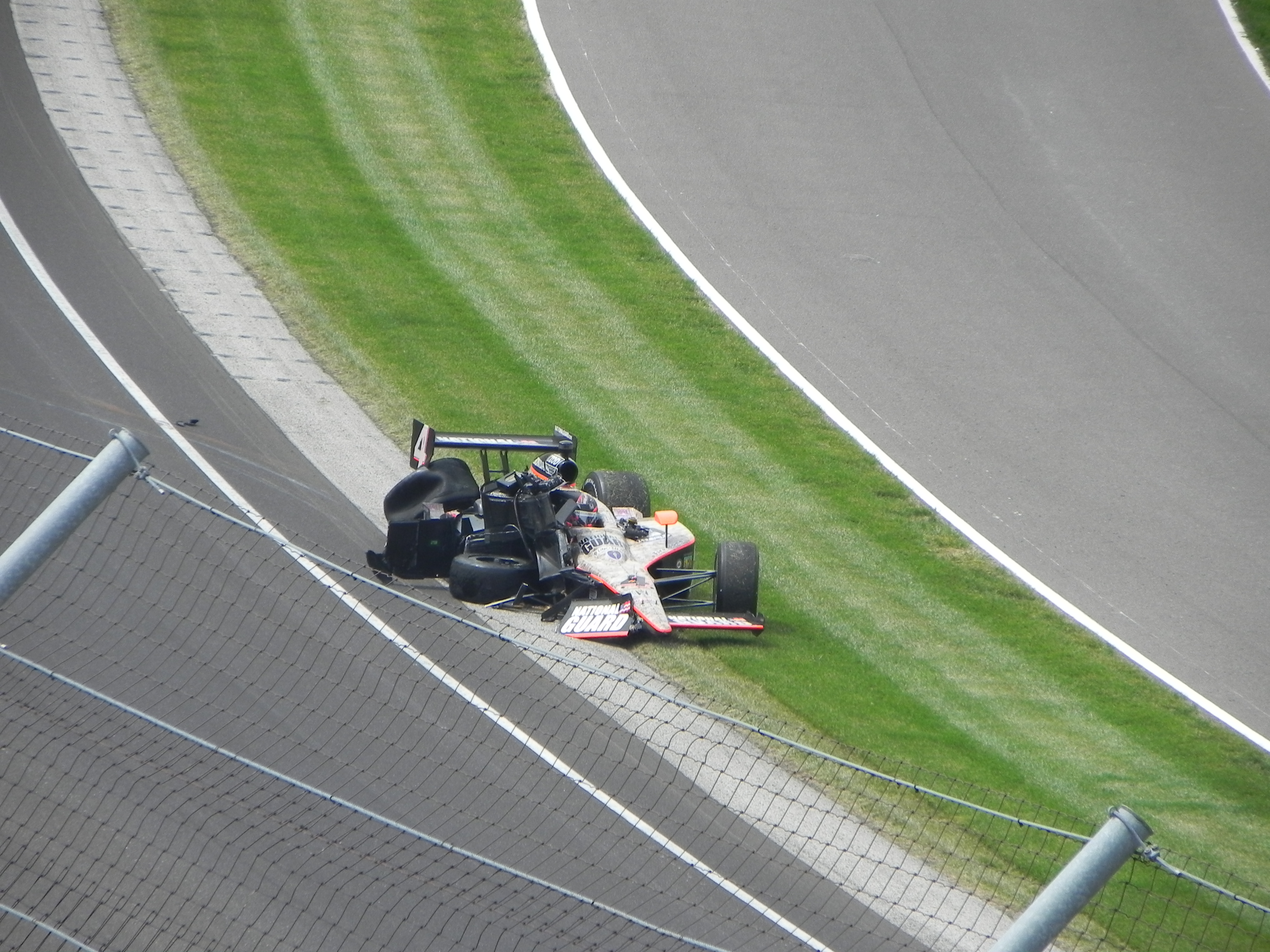
J. R. Hildebrand après son accident dans le dernier virage du dernier tour.

| Pos. | no | Pilote                | Écurie                         | Tours | Temps/Abandon           | Grille | Tours leader |
| 1    | 98 | Dan Wheldon           | Bryan Herta Autosport          | 200   | 2 h 56 min 11 s 7267    | 6      | 1            |
| 2    | 4  | J. R. Hildebrand (R)  | Panther Racing                 | 200   | + 2 s 1086              | 12     | 7            |
| 3    | 38 | Graham Rahal          | Chip Ganassi Racing            | 200   | + 5 s 5949              | 29     | 6            |
| 4    | 82 | Tony Kanaan           | KV Racing Technology – Lotus   | 200   | + 7 s 4870              | 22     | 0            |
| 5    | 9  | Scott Dixon           | Chip Ganassi Racing            | 200   | + 9 s 5434              | 2      | 73           |
| 6    | 2  | Oriol Servià          | Newman/Haas Racing             | 200   | + 9 s 5435 (+ 8 s 8757) | 3      | 18           |
| 7    | 30 | Bertrand Baguette     | Rahal Letterman Lanigan Racing | 200   | + 23 s 9631             | 14     | 11           |
| 8    | 07 | Tomas Scheckter       | SH Racing                      | 200   | + 24 s 3299             | 21     | 0            |
| 9    | 26 | Marco Andretti        | Andretti Autosport             | 200   | + 25 s 7411             | 27     | 0            |
| 10   | 7  | Danica Patrick        | Andretti Autosport             | 200   | + 26 s 4483             | 25     | 10           |
| 11   | 67 | Ed Carpenter          | Sarah Fisher Racing            | 200   | + 27 s 0375             | 8      | 3            |
| 12   | 10 | Dario Franchitti      | Chip Ganassi Racing            | 200   | + 56 s 4167             | 9      | 51           |
| 13   | 83 | Charlie Kimball (R)   | Chip Ganassi Racing            | 199   | + 1 tour                | 28     | 0            |
| 14   | 12 | Will Power            | Team Penske                    | 199   | + 1 tour                | 5      | 0            |
| 15   | 14 | Vitor Meira           | A. J. Foyt Enterprises         | 199   | + 1 tour                | 11     | 0            |
| 16   | 22 | Justin Wilson         | Dreyer & Reinbold Racing       | 199   | + 1 tour                | 19     | 0            |
| 17   | 3  | Hélio Castroneves     | Team Penske                    | 199   | + 1 tour                | 16     | 0            |
| 18   | 44 | Buddy Rice            | Panther Racing                 | 198   | + 2 tours               | 7      | 0            |
| 19   | 19 | Alex Lloyd            | Dale Coyne Racing              | 198   | + 2 tours               | 30     | 0            |
| 20   | 36 | Pippa Mann (R)        | Conquest Racing                | 198   | + 2 tours               | 31     | 0            |
| 21   | 24 | Ana Beatriz           | Dreyer & Reinbold Racing       | 197   | + 3 tours               | 32     | 0            |
| 22   | 43 | John Andretti         | Andretti Autosport             | 197   | + 3 tours               | 17     | 0            |
| 23   | 41 | Ryan Hunter-Reay      | A. J. Foyt Enterprises         | 197   | + 3 tours               | 33     | 0            |
| 24   | 11 | Davey Hamilton        | Dreyer & Reinbold Racing       | 193   | + 7 tours               | 15     | 0            |
| 25   | 23 | Paul Tracy            | Dreyer & Reinbold Racing       | 175   | + 25 tours              | 24     | 0            |
| 26   | 99 | Townsend Bell         | Sam Schmidt Motorsports        | 157   | Contact                 | 4      | 0            |
| 27   | 6  | Ryan Briscoe          | Team Penske                    | 157   | Contact                 | 26     | 0            |
| 28   | 77 | Alex Tagliani         | Sam Schmidt Motorsports        | 147   | Contact                 | 1      | 20           |
| 29   | 06 | James Hinchcliffe (R) | Newman/Haas Racing             | 99    | Contact                 | 13     | 0            |
| 30   | 88 | Jay Howard (R)        | Sam Schmidt Motorsports        | 60    | Contact                 | 20     | 0            |
| 31   | 78 | Simona de Silvestro   | HVM Racing                     | 44    | Mécanique               | 23     | 0            |
| 32   | 59 | E. J. Viso            | KV Racing Technology – Lotus   | 27    | Contact                 | 18     | 0            |
| 33   | 5  | Takuma Satō           | KV Racing Technology – Lotus   | 20    | Contact                 | 10     | 0            |
| Np.  | 41 | Bruno Junqueira       | A. J. Foyt Enterprises         | -     | -                       | -      | -            |

Un (R) indique que le pilote était éligible au trophée du Rookie of the Year (« meilleur débutant de l'année »), attribué à J. R. Hildebrand.